# Zdeňka Vydrová
Zdeňka Vydrová (* 13. prosince 1958 Gottwaldov, Československo) je česká architektka a urbanistka, dlouholetá městská architektka Litomyšle a posléze i Tišnova.

## Život
Narodila se 13. prosince 1958 v Gottwaldově (pozdějším Zlíně). Vystudovala Fakultu architektury Vysokého učení technického v Brně, kterou absolvovala v roce 1983. Po studiích nastoupila do ateliéru architekta Viktora Rudiše v brněnském Stavoprojektu. Podílela se tehdy mimo jiné na rekonstrukci Rotundy pavilonu A na Brněnském výstavišti nebo na Říčních lázních Riviéra. V roce 1991 založila vlastní projekční kancelář, v níž se začala věnovat komplexním architektonickým službám a urbanismu.
V roce 1992 začala působit ve funkci městské architektky Litomyšle, k níž ji přivedl tehdejší starosta Miroslav Brýdl. Jako členka spolku Obecní dům Brno do města přiváděla zprvu především architekty z tohoto uskupení, postupně se však okruh tvůrců rozšiřoval. Patřili mezi ně např. i Josef Pleskot, Radko Květ nebo Martin Rudiš. V roce 2016, tedy po čtvrtstoletém působení ve funkci, byla Vydrová vzpomínána jako nejdéle sloužící městský architekt v České republice. Od konce roku 2015 začala působit také jako městská architektka v Tišnově.
V letech 1994–1998 externě vyučovala na svojí alma mater a od roku 2009 začala externě spolupracovat s ústavem architektury Fakulty stavební.
Samostatných architektonických realizací má Zdeňka Vydrová poskrovnu, v roce 2006 to byla přestavba původně hospodářského objektu v Břeclavi na rodinný dům, za niž vyhrála 1. cenu v soutěžní přehlídce Nový domov v kategorii rekonstrukce, v letech 2007–2008 projektovala novostavbu Galerie Pakosta v Litomyšli, která byla po dokončení realizace v roce 2015 nominována na Cenu Klubu Za starou Prahu jako nejlepší architektura v historickém prostředí.
Častěji však Vydrová spolupracovala s dalšími autory, často s ateliérem Rudiš + Rudiš architektů Viktora a Martina Rudišových. S nimi se podílela v letech 1995–1996 na rekonstrukci pavilonu G na Brněnském výstavišti či v letech 1999–2001 na rekonstrukci Uměleckoprůmyslového muzea v Brně (spolu s Ivanem Kolečkem). Výstavní pavilon byl odměněn hlavní cenou Grand Prix Obce architektů za rok 1996 a Vydrová k němu v letech 2006–2007 doplnila ještě lávku s novým vstupem do areálu výstaviště, za muzejní palác získal tým čestné uznání v kategorii rekonstrukce Grand Prix Obce architektů za rok 2001.
V roce 2016 Vydrová získala Cenu ministra kultury za architekturu a téhož roku zvítězila v soutěži Architekt obci pořádané Svazem měst a obcí ČR ve spolupráci s Ministerstvem pro místní rozvoj ČR a časopisem Moderní obec. V roce 2020 získala Cenu Kanceláře architekta města Brna za architekturu. V lednu 2023 obdržela Cenu města Brna v kategorii architektura a urbanismus za rok 2022.